# بيز مورتارول
بيز مورتارول (بالإنجليزية: Piz Murtaröl)‏ هو أحد جبال سلسلة جبال الألب أورتلير ويقع في كانتون غراوبوندن في سويسرا. يحتل المرتبة رقم 146 في قائمة جبال سويسرا من حيث الارتفاع، إذ يبلغ ارتفاعه حوالي 3180 متر، بينما يبلغ ارتفاع نتوء الجبل 679 متر، هذا وقد سجل أول وصول لقمة الجبل عام 1893.